# Rock Brigade Records
Rock Brigade Records ist ein im Jahr 1985 gegründetes Plattenlabel aus Brasilien, das seither bevorzugt Bands aus den Genres Heavy Metal, Death Metal und Thrash Metal unter Vertrag nimmt und verlegt. Lizenzen für den brasilianischen Markt kommen u. a. von Nuclear Blast, SPV, Century Media, Neat Records, Noise Records, Megaforce Records, Massacre Records, Frontiers Records, AFM Records, Relapse Records und Napalm Records.

## Künstler (Auswahl)
- Amon Amarth
- Anvil
- Anthrax
- Arch Enemy
- Arkona
- Benediction
- Cannibal Corpse
- Carcass
- Dimmu Borgir
- Edguy
- Exciter
- Exodus
- Gamma Ray
- Gov’t Mule
- Helloween
- Iced Earth
- Michael Kiske
- Kreator
- Jørn Lande
- Living Colour
- Motörhead
- Napalm Death
- Overkill
- Pentagram
- Marduk
- Pentagram
- Rhapsody
- Amanda Somerville
- Therion

## Veröffentlichungen (Auswahl)
- Angra – Angels Cry (1994)
- Leviaethan – Disturbed Mind (1992)
- Turisas – Stand Up and Fight (2011)
- Tysondog – Crimes of Insanity (2021)
- Viper – Soldiers of Sunrise (1987)
- Vodu – The Final Conflict (1986)
- Vulcano – Anthropophagy (1987)